# سرگئی خروشچف

سرگئی نیکیتیچ خروشچف ( روسی: Сергей Никитич Хрущёв، ۲ ژوئیه ۱۹۳۵- ۱۸ ژوئن ۲۰۲۰) یک مهندس آمریکایی متولد شوروی و دومین پسر نخست وزیر شوروی در دوران جنگ سرد، نیکیتا خروشچف با همسرش نینا پترونا خروشچوا بود. او در سال ۱۹۹۱ به ایالات متحده مهاجرت کرد و تابعیت آمریکا را دریافت کرد. 

## حرفه
خروشچف دارای چندین مدرک مهندسی پیشرفته بود. از دانشگاه فنی دولتی باومان مسکو کاندیدای علوم بود و دکترای خود را دریافت کرد. از آکادمی ملی علوم اوکراین . علاوه بر این، او مدرک کارشناسی ارشد را با نمره ممتاز از موسسه مهندسی برق مسکو به دست آورد. وی همچنین یک کرسی استادی «گاه به گاه» در کالج جنگ نیروی دریایی در نیوپورت، رود آیلند داشت، به این معنی که او یک استاد تمام وقت نبود (اگر چه مدتی بود)، اما اغلب در آنجا تدریس می کرد.
قبل از مهاجرت از اتحاد جماهیر شوروی به ایالات متحده در سال ۱۹۹۱، خروشچف در مشاغل مختلف مهندسی در سطوح بالا کار می کرد. از سال ۱۹۹۱ تا ۱۹۶۸، او در مؤسسه رایانه کنترل در مسکو کار میکرد، جایی که از رئیس بخش به معاون اول مدیر مسئول تحقیقات رسید. از سال ۱۹۶۸ تا ۱۹۵۸، دکتر خروشچف به عنوان مهندس ، سپس به عنوان معاون بخش مسئول سیستم های هدایت برای طراحی موشک و فضا کار کرد. او در این سمت روی موشک های کروز برای شناورهای زیردریایی، فضاپیماهای نظامی و تحقیقاتی، وسایل نقلیه ماه و تقویت کننده فضایی پروتون کار کرد.
او اغلب با مخاطبان آمریکایی صحبت می کرد تا خاطرات خود را از طرف «دیگر» جنگ سرد به اشتراک بگذارد. او به ساینتیفیک امریکن گفت که سعی کرده است با یک افسر کاگ‌ب از طریق یک تلسکوپ از اوکراین فرود آپولو ۱۱ را ببیند.  خروشچف به عنوان مشاور موزه جنگ سرد کار کرده.  او عضو ارشد مؤسسه واتسون برای امور بین‌الملل و عمومی در دانشگاه براون بود.

## زندگی شخصی
خروشچف در سال ۱۹۹۱ به همراه همسرش والنتینا از اتحاد جماهیر شوروی به ایالات متحده مهاجرت کرد تا در دانشگاه براون در پراویدنس، رود آیلند تدریس کند.
در ۱۲ ژوئیه ۱۹۹۹، خروشچف و همسرش، از طریق تابعیت، شهروند ایالات متحده شدند.  با بیان اینکه «این کشور بزرگی است و زندگی در اینجا باعث افتخار است. در مراسم شهروندی او تابعیت روسیه خود را حفظ کرد و تابعیت دوگانه دریافت کرد  خروشچف بیش از پنج سال زندگی در ایالات متحده را انتظار کشید، زیرا می ترسید که شهروندی ایالات متحده ملاقات ها را برای دیدن خانواده اش محدود کند. سه پسر و سه نوه او هنوز در مسکو زندگی می کنند.
پسر او از ازدواج قبلی، نیکیتا سرگئیویچ خروشچف، روزنامه نگار روسی، در ۲۲ فوریه ۲۰۰۷ در سن ۴۷ سالگی بر اثر سکته مغزی درگذشت.

## مرگ
خروشچف در ۱۸ ژوئن ۲۰۲۰ در خانه خود در کرانستون، رود آیلند ، دو هفته قبل از تولد ۸۵ سالگی خود بر اثر خودکشی درگذشت. علت مرگ، طبق تایید دفتر پزشکی قانونی رود آیلند، اصابت گلوله به سر بود. تاد پاتالانو ، افسر ارشد پلیس کرانستون، رود آیلند، گفت که هیچ نشانه ای از قتل وجود ندارد و تحقیقات پلیس در مورد مرگ او بدون هیچ گونه اتهام جنایی برای کسی بسته شد. 